# Doreen Amata
Eyawomano Doreen Amata (* 6. Mai 1988 in Lagos) ist eine nigerianische Hochspringerin.

## Sportliche Laufbahn
Erste internationale Erfahrungen sammelte Doreen Amata bei den Afrikaspielen 2007 in Algier, bei denen sie mit übersprungenen 1,89 m die Goldmedaille gewann. Im Jahr darauf gelang ihr bei den Afrikameisterschaften in Addis Abeba kein gültiger Versuch, qualifizierte sich aber für die Teilnahme an den Olympischen Spielen in Peking, bei denen sie mit 1,89 m in der Vorrunde ausschied, wie auch bei den Weltmeisterschaften 2009 in Berlin mit 1,85 m. Zwei Jahre später belegte sie bei den Weltmeisterschaften in Daegu mit 1,93 m im Finale Rang sieben und verteidigte bei den Afrikaspielen in Maputo mit einer Höhe von 1,80 m ihren Titel. 2012 wurde sie bei den Afrikameisterschaften in Porto-Novo mit 1,75 m Vierte und kam bei den Olympischen Spielen in London mit 1,90 m nicht über die Qualifikation hinaus.
2015 erreichte sie bei den Weltmeisterschaften in Peking mit 1,88 m im Finale Rang zwölf und gewann bei den Afrikaspielen in Brazzaville mit 1,85 m die Silbermedaille hinter Lissa Labiche von den Seychellen. Im Jahr darauf wurde sie bei den Hallenweltmeisterschaften in Portland mit übersprungenen 1,89 m Neunte und gewann bei den Afrikameisterschaften in Durban mit 1,82 m die Silbermedaille hinter Labiche. Zudem nahm sie zum dritten Mal an den Olympischen Spielen in Rio de Janeiro teil und schied dort mit 1,89 m erneut in der Qualifikation aus. Zudem war sie die Fahnenträgerin ihres Landes bei der Abschlussveranstaltung. 2018 nahm sie erstmals an den Commonwealth Games im australischen Gold Coast teil und erreichte dort mit 1,80 m Rang zehn. Im Jahr darauf belegte sie bei ihren vierten Afrikaspielen in Rabat mit einer Höhe von 1,78 m Rang fünf.
Von 2007 bis 2009 sowie von 2011 bis 2013 und 2015 wurde Amata nigerianische Meisterin im Hochsprung. Sie absolvierte ein Studium an der Lagos State University.

## Persönliche Bestleistungen
- Hochsprung: 1,95 m, 3. Juli 2008 in Abuja (nigerianischer Rekord)
  - Hochsprung (Halle): 1,93 m, 3. Februar 2016 in Banská Bystrica (nigerianischer Rekord)